# یواس‌اس آر-۲۱ (اس‌اس-۹۸)
یواس‌اس آر-۲۱ (اس‌اس-۹۸) (به انگلیسی: USS R-21 (SS-98)) یک زیردریایی بود که طول آن ۱۷۵ فوت (۵۳ متر) بود. این زیردریایی در سال ۱۹۱۸ ساخته شد.